# Waldsassen
Waldsassen è una cittadina tedesca del distretto di Tirschenreuth vicino al confine con la Repubblica Ceca, situata nell'Alto Palatinato, land della Baviera.
Nel giugno 2005, Waldsassen aveva una popolazione di 7 483 abitanti.
La città è famosa per la sua Basilica papale e la più antica Abbazia di Waldsassen, ambedue costruite in stile Barocco.
Tra i personaggi più conosciuti della località figura il giocatore della nazionale di calcio tedesca Dietmar Hamann.

## Storia
L'Abbazia cistercense venne fondata a Waldsassen nel 1133 da Diepold III, Margravio di Vohburg.